# رضا اطری
رضا اطری نقارچی (زادهٔ ۱۷ مرداد ۱۳۷۳ در بابل ) کشتی‌گیر اهل ایران در دسته‌های ۵۷ و ۶۱ کیلوگرم کشتی آزاد است. او نایب‌قهرمان مسابقات قهرمانی کشتی جهان در سال ۲۰۲۲، برندهٔ مدال برنز بازی‌های آسیایی ۲۰۱۸ و نیز قهرمان مسابقات قهرمانی کشتی آسیا در ۲۰۱۹ است. وی اولین بار در غیاب حسن رحیمی به عنوان نفر اول انتخابی تیم ملی ملی‌پوش دستهٔ ۵۷ کیلوگرم ایران در مسابقات قهرمانی جهان ۲۰۱۷ پاریس شد.
اطری همچنین ملی‌پوش دستهٔ ۵۷ کیلوگرم کشتی آزاد ایران در بازی‌های المپیک ۲۰۲۰ توکیو بود که به مقام پنجم رسید.

## فعالیت حرفه‌ای ورزشی

### قهرمانی آسیا ۲۰۱۷
رضا اطری در دور اول با نتیجه ۸ بر ۶ محمود جان شاوتاکوف از ازبکستان را شکست داد و در دور بعد مقابل یوکی تاکاهاشی از ژاپن با نتیجه ۵ بر ۲ شکست خورد و به گروه بازنده‌ها رفت. وی در این گروه نویسون پینای از تایلند را با نتیجه ۶ بر صفر و ضربه فنی شکست داد و به دیدار رده‌بندی رسید. اطری در دیدار رده‌بندی وزن ۵۷ کیلوگرم به مصاف کیم سانگ گون از کره جنوبی رفت و با نتیجه ۵ بر ۴ به پیروزی رسید و صاحب مدال برنز شد.

### قهرمانی جهان ۲۰۱۷
اطری در وزن ۵۷ کیلوگرم کشتی آزاد مسابقات قهرمانی کشتی جهان ۲۰۱۷ پاریس حاضر بود که در دور اول با نتیجه ۶ بر ۱ مقابل زهیر ال گوآراک از فرانسه به برتری دست یافت، اما در دور بعد با نتیجه ۳ بر ۰ مغلوب توماس گیلمن، دارنده مدال برنز جوانان جهان از آمریکا شد که با توجه به حضور حریفش در فینال به گروه شانس مجدد رفت تا برای کسب مدال برنز تلاش کند. اما در این مرحله با نتیجه ۶ بر ۴ مغلوب آندری یاتسنکوف از اوکراین شد و از گردونه مسابقات کنار رفت. این نتیجه در حالی رقم خورد که مسابقه با نتیجه ۴ بر ۴ به سود اطری به پایان رسیده بود، اما با اعتراض مربیان اوکراین ۲ امتیاز که به نظر درست نمی‌رسید به حریف اطری دادند تا از گردونه مسابقات حذف شود.

### زیر ۲۳ سال جهان ۲۰۱۷
در وزن ۵۷ کیلوگرم رضا اطری در دور نخست مقابل کازویا کویاناگی از ژاپن با نتیجه ۷ بر ۷ شکست خورد و با توجه به شکست این کشتی‌گیر در دور بعد، اطری حذف شد.

### بازی‌های آسیایی ۲۰۱۸
رضا اطری در کشتی اول خود موفق شد باگاواتی ساه‌تلی از نپال را با نتیجه ۱۰ بر صفر شکست دهد. اطری در دور دوم در یک کشتی پر امتیاز با نتیجه ۱۵ بر ۹ از سد ساندیپ تومار از هند گذشت. کشتی‌گیر وزن اول ایران برای فینالیست شدن در مقابل بخبایار اردنبات کشتی‌گیر با تجربه مغولی قرار گرفت و با نتیجه ۸ بر ۲ مغلوب شد. اطری برای رسیدن به مدال برنز با کیم سونگ-گوان از کره جنوبی مبارزه کرد. او با اینکه در همان ثانیه‌هایی ابتدایی خاک شد و به حریف امتیاز داد؛ اما در ادامه طوفان به پا کرد و در نهایت ۹ بر ۴ به پیروزی رسید و صاحب مدال برنز شد.

### قهرمانی جهان ۲۰۱۸
اطری در مرحله مقدماتی وزن ۵۷ کیلوگرم این مسابقات به مصاف بخبایار اردنبات دارنده مدال برنز جهان و طلای بازی‌های آسیایی از مغولستان رفت و حریف خود را ۶ بر یک شکست داد. اطری با این پیروزی انتقام شکست بازی‌های آسیایی را از حریف مغولی گرفت. این آزادکار مازندرانی تیم ملی در دور دوم مقابل ولادیسلاو آندریو دارنده مدال برنز جهان و اروپا از بلاروس در حالی که در ثانیه‌های پایانی ۵ بر ۳ پیش افتاده بود با نتیجه ۵ بر ۵ باخت. با توجه به شکست آندریو مقابل حریف ژاپنی، رضا اطری در دومین تجربه جهانی خود از دور رقابت‌ها حذف شد.

### قهرمانی آسیا ۲۰۱۹
رضا اطری پس از استراحت در دور نخست در دور دوم با نتیجه ۱۴ بر ۴ حکمت اله وحیداف از تاجیکستان را مغلوب کرد و به مرحله نیمه نهایی راه یافت. وی در این مرحله با نتیجه ۲ بر یک از سد محمودجان شاوکاتوف دارنده مدال نقره آسیا از ازبکستان گذشت و راهی دیدار فینال شد. اطری در دیدار نهایی در مصاف با کانگ کوم-سونگ دارنده مدال نقره بازی‌های آسیایی ۲۰۱۸ از کره شمالی با نتیجه ۹ بر ۳ به پیروزی رسید و به مدال طلا دست یافت.

### قهرمانی جهان ۲۰۱۹
رضا اطری پس از استراحت در دور نخست در دور دوم در یک کشتی نفسگیر و نزدیک با نتیجه ۴ بر ۲ از سد ولادیسلاو آندریو دارنده مدال برنز جهان از بلاروس گذشت وی در دور بعد با نتیجه ۴ بر ۲ کانگ کوم-سونگ دارنده مدال نقره بازی‌های آسیایی از کره شمالی را مغلوب کرد و راهی مرحله یک چهارم نهایی شد. وی در این مرحله مقابل زائور اوگویف قهرمان جهان از روسیه در یک مبارزه نزدیک با نتیجه ۲ بر صفر مغلوب شد و با توجه به حضور حریفش در دیدار فینال، به گروه بازنده‌ها رفت. اطری در این گروه مقابل بخبایار اردنبات دارنده مدال برنز جهان و قهرمان بازی‌های آسیایی از مغولستان در یک کشتی حساس و نزدیک با نتیجه ۴ بر ۴ به پیروزی دست یافت و ضمن کسب سهمیه المپیک راهی دیدار رده‌بندی شد. اطری در این دیدار مقابل راوی کومار از هند با نتیجه ۶ بر ۳ شکست خورد و پنجم شد.

### المپیک ۲۰۲۰ توکیو
رضا اطری در دور نخست با نتیجه ۳ بر ۲ از سد سلیمان آتلی از ترکیه گذشت و در در دور بعد با نتیجه ۵ بر ۱ بخبایار اردنبات از مغولستان را مغلوب کرد و راهی دیدار نیمه نهایی شد. وی در این دیدار مقابل زائور اوگویف قهرمان جهان از روسیه با نتیجه ۸ بر ۳ شکست خورد و به دیدار رده‌بندی رفت. اطری در این دیدار با نتیجه ۹ بر یک از توماس گیلمن آمریکایی شکست خورد و به عنوان پنجمی بسنده کرد.

### قهرمانی جهان ۲۰۲۲
در وزن ۶۱ کیلوگرم رضا اطری آزادکار المپیکی کشورمان در دور اول با نتیجه ۱۱ بر یک بصیر العلی از مقدونیه را از پیش رو برداشت. وی در دور بعد با نتیجه ۴ بر صفر اسلام بازرگانوف از جمهوری آذربایجان را مغلوب کرد و به مرحله یک چهارم نهایی راه یافت. وی در این مرحله با گئورگی وانگلوف از بلغارستان کشتی گرفت و با نتیجه ۶ بر سه به برتری رسید به نیمه نهایی رسید. اطری در این مرحله و برای راهیابی به فینال به مصاف نارمانداخین نارانخو از مغولستان رفت و در یک کشتی حساب شده این مبارزه با نتیجه ۵ بر ۳ پشت سر گذاشت و به فینال راه یافت. وی در مبارزه فینال به مصاف ری هیگوچی دارنده مدال نقره المپیک از ژاپن رفت و با نتیجه ۱۰ بر صفر شکست خورد و مدال نقره گرفت.

### قهرمانی جهان ۲۰۲۳
در وزن ۶۱ کیلوگرم که ۲۷ نفر حضور دارند، رضا اطری در دور اول استراحت کرد و در دور دوم به مصاف کودای اوگاوا از ژاپن رفت و در یک کشتی نزدیک با تساوی یک به یک برابر این حریف شکست خورد. وی که امیدوار بود با حضور حریف ژاپنی در فینال به مسابقاتش در گروه شانس مجدد ادامه دهد، با شکست این کشتی گیر از دور مسابقات کنار رفت تا اولین حذف شده تیم ملی کشتی آزاد ایران باشد.

### قهرمانی آسیا ۲۰۲۴
در وزن ۶۱ کیلوگرم رضا اطری در دور نخست با نتیجه ۴ بر ۴ از سد کایسی تانابه از ژاپن گذشت وی در دور بعد با نتیجه ۵ بر صفر جمشید شریف اف از تاجیکستان را مغلوب کرد و به مرحله نیمه نهایی راه یافت. وی در این مرحله مقابل تایربک ژولماشبک اولو دارنده مدال برنز جهان و قهرمان آسیا از قرقیزستان با نتیجه ۱۱ بر ۷ مغلوب شد و به دیدار رده بندی رفت. اطری در این دیدار مقابل کوم چول ری از کره شمالی با نتیجه ۱۱ بر صفر شکست خورد و پنجم شد.